# Tokkei Winspector
Policía especial de rescate Winspector (特警ウインスペクター Tokkei Uinsupekuta?) traducido al español como Policía especial de rescate Winspector es una serie televisiva de la saga Metal Hero, y la primera de la trilogía Rescue Heroes producida por Toei, y emitida por TV Asahi en Japón entre el 4 de febrero de 1990 y el 13 de enero de 1991. En España, la serie se emitió en 1992 los sábados (junto con Turborangers los domingos), fue la segunda serie Metal Hero que llegó al país, después de Jiban.

## Trama
La historia tiene lugar en un futuro cercano del Japón en el año 1999. Mientras el país enfrenta una gran amenaza de los criminales, se crean nuevos métodos de protección de las personas. El equipo de Winspector de los hermanos robot Walker y Bikel junto a Ryouma usando la armadura Fire Tector defienden contra las super amenazas hasta los ataques de multitud de experimentos científicos. (Y Solbrain) son los únicos entre Tokusatsu como no hay ningún villano central.

## Reparto
- Masaru Yamashita - Liuma Ogawa/Fire
- Kaoru Shinoda (voz) - Bikel
- Seiichi Hirai (voz) - Walter
- Mami Nakanishi - Junko Fujino
- Hiroshi Miyauchi - Shunsuke Masaki
- Sachiko Oguri - Hisako Koyama
- Masaru Ōbayashi - Shin'ichi Nonoyama
- Kazuhiko Kishino (voz) - Madocks
- Issei Futamata (voz) - Demitaz
- Shin'ichi Sato - Toragoro Rokkaku
- Yuki Ogawa - Yura Hoshikawa
- Minoru Koyama - Ryo Yamamoto
- Issei Masamune - Narrador

- Datos: Q2164494